# زلزال إيريسوس 1932
زلزال إيريسوس 1932 هو زلزالٌ وقعَ في إيريسوس في اليونان بتاريخ 26 سبتمبر 1932.